# Dryptozaur
Dryptozaur (Dryptosaurus aquilunguis) – dwunożny, mięsożerny dinozaur z nadrodziny tyranozauroidów. Teropod wcześniej znany jako Laelaps.
Znaczenie jego nazwy – raniący jaszczur.
Żył w okresie późnej kredy na terenach Ameryki Północnej w USA (New Jersey).
Długość ciała 6,5 m, wysokość 1,8 m, masa 700 - 1500 kg. Jego szczątki znaleziono w USA (New Jersey). Po odkryciu appalachiozaura, uznano dryptozaura za tyranozauroida, prawdopodobnie podobnego do rodzajów dilong i eotyran. Jego kończyny przednie były dość długie i raczej trójpalczaste. Charakterystyczną cechą jest duży pazur na "ręce" zwierzęcia. Być może też, jak dilong, był upierzony. Kenneth Carpenter ulokował dinozaura w rodzinie Dryptosauridae, do której czasem zaliczany jest także alektrozaur z Mongolii.